# Taito Type X
Taito Type X — серия аркадных систем, выпускаемых корпорацией Taito начиная с 2004 года. Будучи созданными на базе аппаратных средств персонального компьютера[какого?], поддерживают несколько конфигураций с различными уровнями производительности, благодаря чему потребитель получает возможность с лёгкостью подстраивать мощность платформы под графику конкретных игр. Например, модели Type X+ и Type X² обладают повышенной графической производительностью и хорошо подходят для игр с высоким разрешением экрана, тогда как Type X7 не обладает большой мощностью и применяется в основном для японских патинко-машин, не требующих значительных затрат. Разработчикам игр для моделей Type X и X7 рекомендовано использовать программные инструменты Microsoft Visual Studio .NET 2003. Основными поставщиками игр для этих систем являются такие компании как Arc System Works, Atlus, Capcom, Namco Bandai Games (Bandai, Banpresto), SNK Playmore, Square Enix, Takara Tomy.

## Модели

### Taito Type X/X+
- Операционная система: Windows XP Embedded
- Центральный процессор: Intel Celeron 2.5 GHz, 400 MHz FSB (upgradeable to Celeron 2.0/2.8 GHz, Pentium 4 2.0 GHz/2.4 GHz/2.6 GHz/2.8 GHz/3.0 GHz, 400-800 MHz FSB)
- Набор микросхем: Intel 865G
- Хранение данных: DDR266 DIMM 256MB (улучшается до DDR400 2GB), 2 слота
- Графический процессор: (AGP-8x слот), поддерживает видеокарты ATI Radeon 9600 SE 128 MB, 9600 XT 128MB, X700 PRO 256MB
- Звук: AC'97 с кодеком для поддержки шестиканального звука
- ЛВС: On-board, 10/100 BASE-TX
- Порты ввода-вывода: 4 USB порта (1.1 & 2.0 совместимые), 1 параллельный порт, 2 PS/2
- Звуковой вход: Микрофон (стерео), линейный аналоговый стереовход
- Звуковой выход: Линейный аналоговый стереовыход, SPDI/F
- Слоты расширения: AGP (для видеокарты), 2× PCI
- Разъёмы: 2-канальный Parallel ATA (UATA-100/66/33), 2-канальный SATA
- Носитель: жёсткий диск PATA/SATA

Система Type X+ более производительна в плане графики, позволяя применять бо́льшую детализацию.

### Taito Type X7
- Операционная система: Windows XP Embedded
- Центральный процессор: Intel Celeron M 600 MHz
- Набор микросхем: Intel 855GME + ICH4
- Хранение данных: 512MiB
- Графический процессор: ATI Mobility RADEON 9550 (128MiB)
- Звук: AC'97 с кодеком для поддержки шестиканального звука
- Память: 512MB-2GB flash ROM
- Звуковые выходы: 4-канальный спикер[2]

### Taito Type X²
- Операционная система: Microsoft Windows XP Embedded SP2[3]
- Центральный процессор: Intel LGA 775 CPU. Supported CPUs include Celeron D 352, Pentium 4 651, Intel Core 2 Duo E6400
- Набор микросхем: Intel Q965 + ICH8 (dg31pr +ich7)
- Видео-выход: 640×480 (VGA) или 1280×720 (HDTV 720p)
- Хранение данных: 667/800 MHz DDR2 SDRAM. Доступны варианты 512MiB, 1GiB, 4GiB.
- Графический процессор: PCI Express ×16-based graphics. Поддерживает видеокарты ATI RADEON (x1600Pro, x1300LE) or NVIDIA GeForce (7900GS, 7600GS, 7300GS)
- Звук: Onboard Realtek HD 7.1 (поддерживает встраиваемые звуковые карты)
- ЛВС: 1000BASE-T 10/100BASE-TX
- Порты ввода-вывода: 1x JVS, 4× USB 2.0, 1× serial (max 2), 1× parallel port, 2× PS/2, 2× SATA
- Звуковые входы: AKG C535EB Stage Microphone, line-in (Surround 7.1)
- Звуковые выходы: 7.1, SPDI/FX
- Слоты расширения: 1× PCI Express ×16 (необходим для видеокарты), 1× PCI Express ×4, 2× PCI
- Разъёмы: SATA 3Gbit/sec Hard Drives

### Taito Type X² Satellite Terminal
Идентична Type X², но поддерживает сетевые соединения для многопользовательских игр.

### Taito Type X Zero
Базовые спецификации
- Операционная система: Microsoft Windows Embedded Standard 7
- Центральный процессор: Intel Atom 230 1.6 GHz
- Набор микросхем: MCP7A-ION
- Графика: nVIDIA GeForce 9400M
- Звук: 5.1ch (HD Audio)
- Память: 1GByte (DDR2)
- FSB: 533 MHz
- USB: 6 портов
- Видео: 2 порта (RGB+DVI или HDMI)
- ЛВС: 1Port (10/100/1000Mbps)
- Габариты корпуса: W274mm×D197mm×H67mm
- Мощность: AC100V～240V

Опциональные
- Память: 2GByte ～ 4GByte
- Хранение данных: HDD: 250GByte ～ 1TByte / SSD: 16GByte

## Игры

### Type X
- Castle of Shikigami III (2006)
- Chaos Breaker (2004)
- Data Carddass Dragon Ball Z (2005)
- Data Carddass Dragon Ball Z 2 (2006)
- Dinoking Battle (2005)
- Dinoking Battle II (2006)
- Dinoking Battle III (2007)
- Dinomax (2006)
- Dinomax Ver.1.5 (2007)
- Giga Wing Generations (2004)
- Harikiri Professional Baseball (2005)
- Homura (2005)
- Goketsuji Ichizoku: Matsuri Senzo Kuyou (2009)
- KOF Sky Stage (2010)
- Raiden III (2005)
- Raiden IV (2007)
- Spica Adventure (2005)
- Taisen Hot Gimmick 5 (2005)
- Taisen Hot Gimmick Party (2005)
- Tetris The Grand Master 3: Terror Instinct (2005)
- The King of Fighters '98 Ultimate Match (2008)
- Trouble Witches AC (2009)
- Usagi -Wild Fight- Online (2005)
- Zoids Card Colosseum (2005)

### Type X+
- Battle Gear 4 (2005)
- Battle Gear 4 Tuned (2006)
- Battle Gear 4 Tuned: Professional Version (2007)
- Chase H.Q. 2 (2007)
- Half-Life 2: Survivor (2006)
- Half-Life 2: Survivor Ver.2.0 (2007)

### Type X²
- AquaPazza (2011)
- Aquarian Age Alternative (2007)
- Battle Fantasia (2007)
- BlazBlue: Calamity Trigger (2008)
- BlazBlue: Continuum Shift (2009)
- BlazBlue: Continuum Shift II (2010)
- Cho Chabudai Gaeshi! (2009)
- Cho Chabudai Gaeshi! 2 (2010)
- Cyber Diver (2009)
- Cyber Diver Ver.1.1 (2010)
- D1GP Arcade (2007)
- Darius Burst: Another Chronicle (2010)
- Darius Burst: Another Chronicle EX (2011)
- Elevator Action Death Parade (2009)
- Eternal Wheel (2007)
- Gaia Attack 4 (2010)
- Haunted Museum II (2011)
- Hopping Road (2009)
- Hopping Road Kids (2010)
- KOF Maximum Impact Regulation A (2007)
- Lord of Vermilion (2008)
- Lord of Vermilion II (2009)
- Music Gun Gun! (2009)
- Music Gun Gun! 2 (2011)
- Music Gun Gun!: Uta ga Ippai Cho Zokaban (2010)
- Oppopo Booom (2009)
- Panic Museum / Haunted Museum (2009)
  - Sh..! Welcome to Frightfearland / Haunted Museum II (2010)
- Senor Nippon! (2009)
- Samurai Shodown: Edge of Destiny / Samurai Spirits Sen (2008)
- Senko No Ronde Duo - Dis-United Order (2009)
- Senko No Ronde Duo - Dis-United Order Ver.2.00 (2009)
- Sonic Blast Heroes (2011)
- Street Fighter IV (2008)
- Super Street Fighter IV Arcade Edition (2010)
- The King of Fighters XII (2009)
- The King of Fighters XIII (2010)
- The King of Fighters XIII Ver.1.1 (2010)

### Type X Zero
- Kickthrough Racers (2011)